# Montreux-Jeune
Montreux-Jeune (deutsch Jungmünsterol, elsässisch: Jungmìnschtràl) ist eine französische Gemeinde mit 368 Einwohnern (Stand 1. Januar 2022) im Département Haut-Rhin in der Region Grand Est (bis 2015 Elsass). Sie gehört zum Arrondissement Altkirch, zum Kanton Masevaux-Niederbruck und ist Mitglied des Gemeindeverbandes Sud Alsace Largue.

## Geografie
Die Gemeinde Montreux-Jeune liegt an der Grenze zur Region Bourgogne-Franche-Comté. Im Nordwesten der Gemeinde verläuft der Rhein-Rhône-Kanal im Gebiet der Burgundischen Pforte zwischen Altkirch und Belfort.
Nachbargemeinden von Montreux-Jeune sind Magny im Osten, Chavannes-les-Grands im Südosten, Bretagne im Südwesten, Montreux-Château im Südwesten sowie Montreux-Vieux im Nordwesten.

## Geschichte
1023 als Klostersiedlung erwähnt. 1302 wird bereits zwischen Alt-Münsterol, Jung-Münsterol und der Burg Münsterol unterschieden. Bis 1324 gehörte der Ort zur Grafschaft Pfirt und kam dann durch die Heirat der Johanna von Pfirt mit Herzog Albrecht II. von Österreich an Habsburg. Im Westfälischen Frieden 1648 ging der Ort mit dem ganzen elsässischen Besitz der Habsburger an die französische Krone. Von 1871 bis zum Ende des Ersten Weltkrieges gehörte Jungmünsterol als Teil des Reichslandes Elsaß-Lothringen zum Deutschen Reich und war dem Kreis Altkirch im Bezirk Oberelsaß zugeordnet. Montreux-Jeune gehörte zu den frankophonen Orten, die 1871 ausnahmsweise nicht dem neu gebildeten Territoire de Belfort zugewiesen wurden. 1944 erlitt der Ort erhebliche Kriegsschäden.

## Bauwerke
Die Kirche St.-Denis, ein schlichter spätklassizistischer Bau der Louis-Philippe-Zeit stammt von 1838.
Einige gut erhaltene Fachwerkbauten, meist aus dem 18. Jahrhundert. Das Haus Nr. 10 an der Rue de Magny ist wohl schon vor dem Dreißigjährigen Krieg noch in der altertümlichen Ständerbauweise und mit weitabständigem Fachwerk errichtet worden. Die Fenster alle später verändert.
Ein singulärer Bau ist das Maison Perronne, heute Mairie. Es wurde 1781 errichtet, besitzt ein bei den Sundgauer Bauernhäuser nicht übliches Walmdach und untypisch hohe Fenster im Obergeschoss. Es verdankt seine Rettung und sachgerechte Restaurierung der Association Maisons Paysannes d' Alsace.
Das Kriegerdenkmal Mémorial de 1914-18 an der Straße nach Magny erinnert an die bei der Verteidigung von Belfort Gefallenen vom 13. August 1914.

## Bevölkerungsentwicklung
| Jahr      | 1910 | 1962 | 1968 | 1975 | 1982 | 1990 | 1999 | 2007 | 2017 |
| Einwohner | 341  | 198  | 202  | 240  | 260  | 262  | 274  | 325  | 370  |
|           |      |      |      |      |      |      |      |      |      |

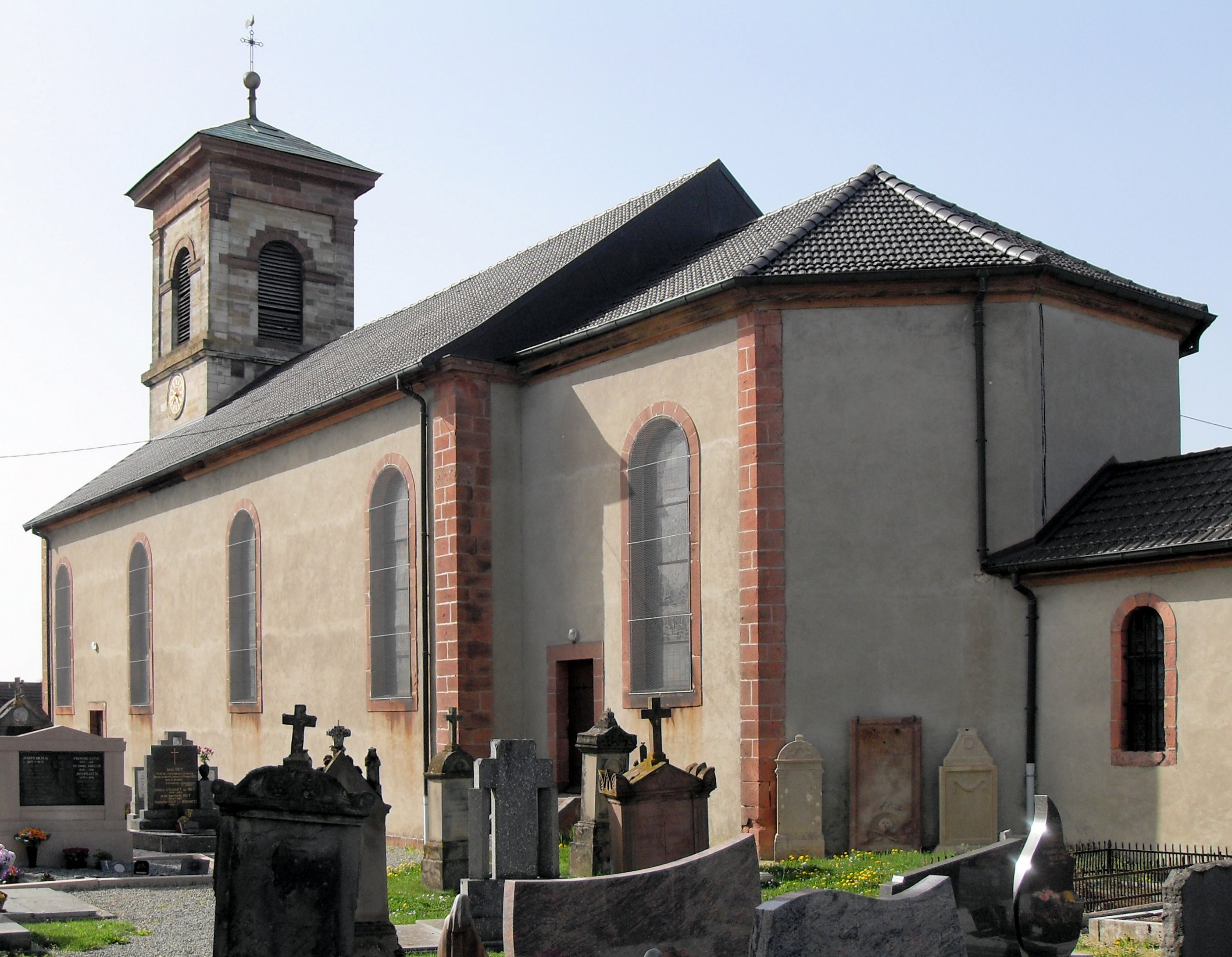
Südostseite der Kirche
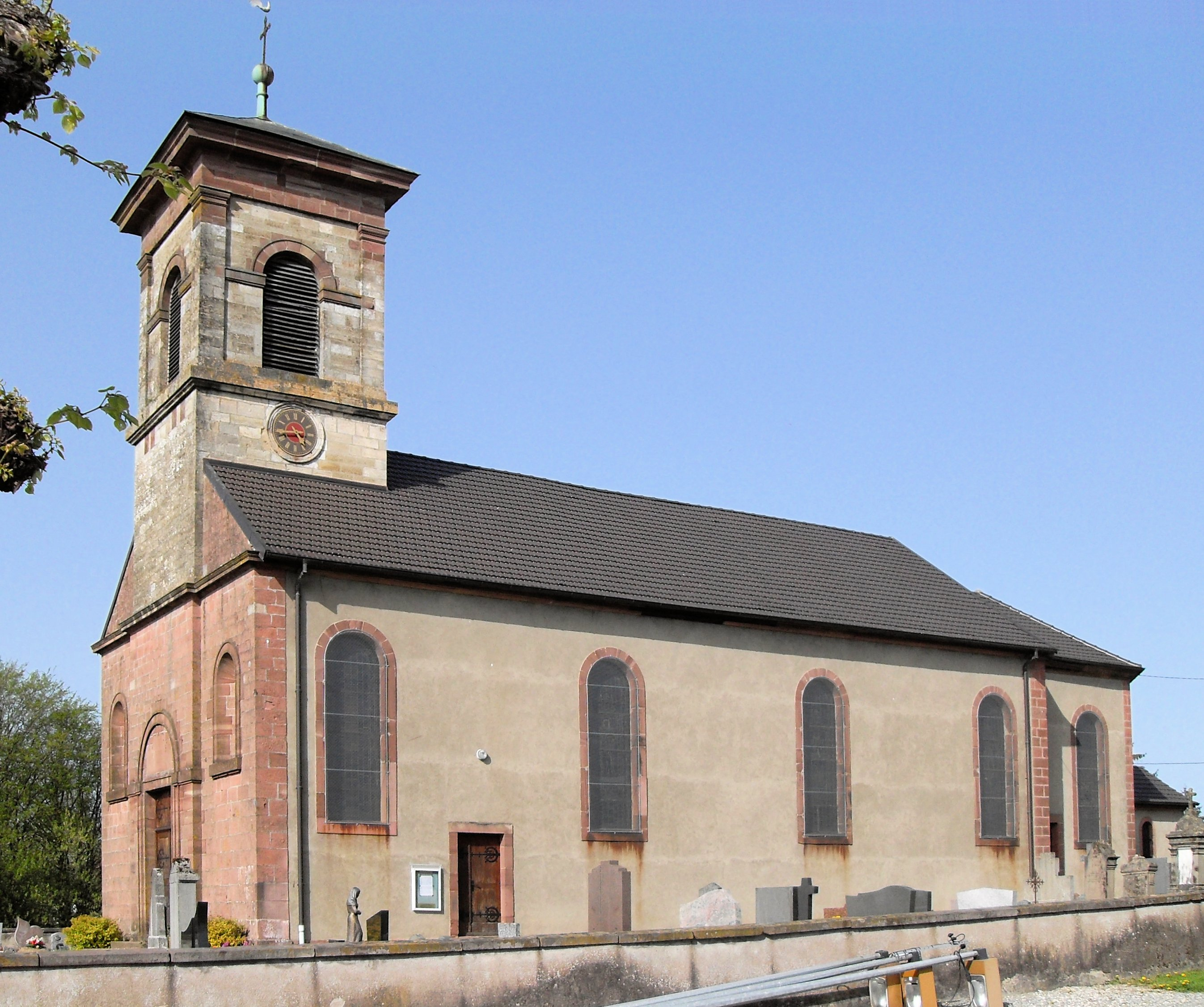
Südwestseite der Kirche
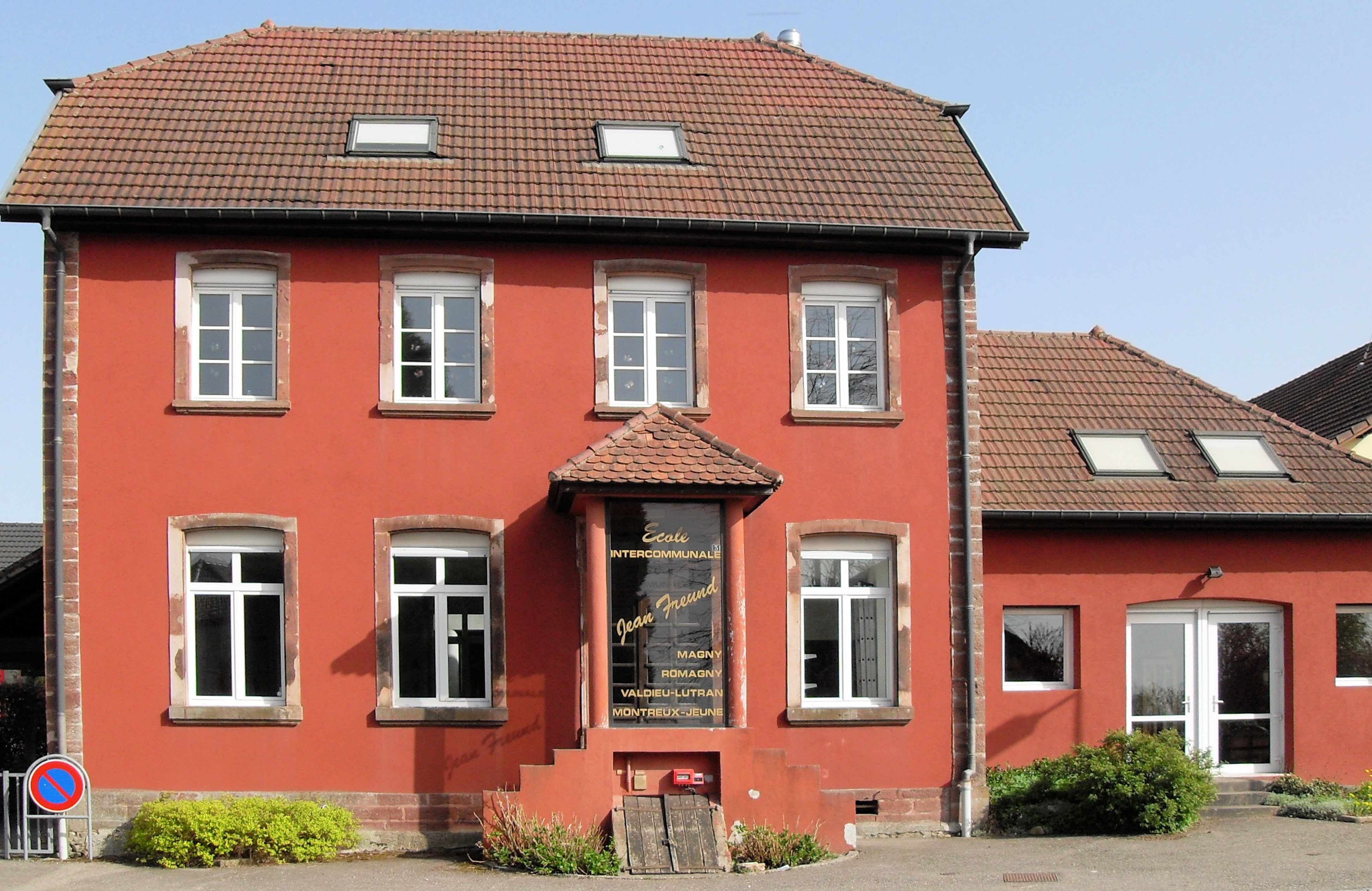
Interkommunale Schule